# Никезич, Никола
Нико́ла Ни́кезич (черног. Nikola Nikezić / Никола Никезић; 13 июня 1981, Титоград, СФРЮ) — черногорский футболист, нападающий. Выступал в сборной Черногории. Участник Олимпиады 2004 года в составе сборной Сербии и Черногории.

## Клубная карьера

### Сербия и Черногория
Футболом начал заниматься в 9 лет в школе клуба «Морнар» из города Бар, в 15 лет продолжил обучение в школе клуба «Будучност» из столицы Черногории, там же начал и профессиональную карьеру в 1998 году. В первый свой профессиональный сезон сыграл в 4 матчах команды, в следующем провёл 5 встреч, а в сезоне 2000/01 уже прочно занял место в основе, проведя 25 игр. В розыгрыше 2001/02 провёл 13 встреч, после чего, на правах аренды, перешёл в клуб «Бокель» из Котор, где и доиграл сезон, проведя 15 матчей и забив 1 гол.
Сезон 2002/03 начал в клубе «Сутьеска» из Никшича, в том розыгрыше провёл 27 матчей и забил 9 мячей в ворота соперников, чем помог команде занять 4-е место в чемпионате Сербии и Черногории. В следующем сезоне провёл 26 встреч, в которых забил 12 голов, а в сезоне 2004/05 сыграл в 20 матчах команды и 4 мяча. В январе 2005 года был на просмотре в российском клубе «Ростов», которому в итоге не подошёл. За время выступлений на родине входил в тройку лучших бомбардиров чемпионата.

### Словения
Летом 2005 года переехал в Словению, где пополнил ряды клуба «Домжале» из одноимённого города, сыграл в том сезоне 23 матча, забил 10 мячей и стал, вместе с командой, вице-чемпионом Словении. Кроме того, участвовал, в составе команды, в розыгрыше Кубка УЕФА. В сезоне 2006/07, по итогам которого «Домжале» стал чемпионом страны, Никезич сыграл лишь один матч, после чего перешёл в клуб «Горица» из города Нова-Горица, где и доиграл сезон, провёл 30 матчей и забил 22 гола в ворота соперников, благодаря чему стал лучшим бомбардиром чемпионата и помог команде стать вице-чемпионом Словении. Кроме того, был признан лучшим зарубежным игроком.

### «Гавр»
Удачный сезон в «Горице» привлёк к Николе внимание скаутов из Франции, и в итоге Никезич оказался в клубе «Гавр» из одноимённого города. В сезоне 2007/08 сыграл за «Гавр» 23 матча, забил 7 мячей и стал, вместе с командой, победителем Лиги 2, что давало право выхода в Лигу 1. В следующем сезоне дебютировал в высшем дивизионе французского футбола, провёл там 5 матчей (и ещё 8 игр, в которых забил 5 голов, сыграл за «Гавр Б»), однако затем сломал 2 ребра, и из-за этой травмы потерял место в основном составе клуба, который в период лечения Никезича приобрёл двух форвардов. В сезоне 2009/10 провёл 10 встреч, в которых забил 2 гола, но в итоге Никола угодил в запас, что его не устроило, и он решил сменить обстановку.

### «Кубань»
26 февраля 2010 года Никола прибыл в Испанию на просмотр в проводившую там второй предсезонный сбор «Кубань», 3 марта было сообщено, что Никезич присоединится к «Кубани» и на третьем предсезонном сборе в Турции, а 11 марта было объявлено, что Никола подписал с «Кубанью» двухлетний контракт. Дебютировал в составе «Кубани» 31 марта в домашнем матче 2-го тура первенства против белгородского «Салюта», а первый гол забил 13 апреля на 57-й минуте перенесённого выездного матча 3-го тура первенства против владивостокского клуба «Луч-Энергия», мяч Николы оказался единственным в игре и, тем самым, принёс «Кубани» первую выездную победу в сезоне. 6 июля в домашнем матче 19-го тура первенства против волгоградского «Ротора» Никезич забил свой первый дубль (2 гола в одной встрече) за «Кубань», которая в итоге одержала победу со счётом 3:0. Всего в том сезоне провёл 31 матч, забил 4 мяча и стал, вместе с командой, победителем Первого дивизиона России. 24 ноября появилась информация, что тренерский штаб «Кубани» решил расстаться с Николой, а 10 января 2011 года было сообщено, что Никезич не отправился с «Кубанью» на первый зарубежный сбор в Турцию, поскольку клуб решает вопрос о его трудоустройстве в другую команду. 10 марта стало известно, что по обоюдному согласию был расторгнут контракт Николы с «Кубанью».

#### Скандал в связи с расторжением контракта с «Кубанью»
15 марта 2011 года игрок написал письмо на имя президентов ФИФА и УЕФА, в котором заявил, что расторгнуть контракт с клубом его вынудили, хотя сам он не хотел, несмотря на ненужность тренерскому штабу команды. При этом, по словам футболиста, решающим фактором в свершившемся в итоге подписании им документов о добровольном разрыве контракта стал инцидент, когда он подвергся избиению двух крепко сложённых мужчин, у одного из которых висели два пистолета в кобуре. По рассказу Никезича, сначала ему агрессивно совали в лицо бумаги и требовали их подписать. После отказа первый из мужчин ударил Никезича по печени и повторил требование, однако услышав снова отказ, нанёс очередной удар по печени. Затем его повалили на пол и продолжили вдвоём избивать и душить, всё это длилось примерно 20 минут, после чего игрок подписал все необходимые документы.
Кроме писем футболист записал видеообращения к руководству РФС, а также к президенту УЕФА Мишелю Платини и президенту ФИФА Зеппу Блаттеру. Никезич обратился и в Профсоюз футболистов и тренеров России.
В тот же день на специально созванной пресс-конференции представители клуба обозначили свою позицию по данному поводу. По их словам, обвинения Никезича абсурдны, не имеют под собой почвы и являются ложными, поскольку никакого давления и угнетения в его отношении со стороны клуба не было, также руководством клуба было сообщено, что футболист получил положенные ему по контракту за расторжение деньги за 3 месяца, ввиду чего причины, по которым Никезичу нужно было клеветать на клуб, непонятны. При этом руководство клуба предположило, что эта акция могла быть спланирована кем-либо из соперников команды по чемпионату России. Кроме того, спортивный директор «Кубани» Сергей Доронченко заявил, что клуб намерен подать на игрока в суд, а также заявил, что клубу было предложено замять эту историю за определённую сумму.
Примечательно, что в этот же день с аналогичной жалобой в профсоюз футболистов Словении обратился другой бывший игрок «Кубани» — Сретен Сретенович, агентом которого является гражданин Боснии и Герцеговины Никола Йокишич, также представляющий и интересы Никезича. По словам Сретеновича, 3 января к нему зашёл спортивный директор клуба Сергей Доронченко и двое мужчин крепкого телосложения. Далее они стали ему угрожать, требуя, чтобы он отказался от действующего контракта и заплатил клубу 60 тыс. евро в качестве компенсации.
16 марта Сергей Доронченко сообщил, что Никезич через третьих лиц заявил о желании отозвать своё заявление, но ему не дают этого сделать представители некого профсоюза граждане Грамматиков и Леонченко, утверждая, что поскольку дело зашло слишком далеко, то обратного пути нет. Также спортивный директор «Кубани» подтвердил, что клуб намерен обязательно подать в суд как на данный профсоюз, так и на футболиста.
17 марта генеральный директор «Кубани» Сурен Мкртчян сообщил, что клуб, не дожидаясь выяснения всех обстоятельств по данному делу, решил сам инициировать расследование инцидента, направив просьбу разобраться в этой ситуации и провести беспристрастную проверку как в комитет по этике РФС, так и в УВД и прокуратуру города.
23 марта Никезич сделал заявление, что «Кубань» выплатит ему 256 тысяч долларов, которые он должен был получить изначально за досрочное расторжение контракта. Никезич добавил, что прошлое расторжение контракта, произошедшее под нажимом, было признано недействительным (не уточнив при этом, кем признано), а теперь всё прошло по правилам и ему будет выплачена сумма в соответствии с практикой УЕФА. Таким образом, «Кубань» признала, что изначально расторгла контракт с Никезичем не по принятым законам. На 23 марта о каких-то санкциях к «Кубани» пока неизвестно, как и неизвестна судьба твёрдого решения «Кубани» подавать в суд на клевету Никезича. В этот же день появилась информация, что другой фигурант скандала — Сретен Сретенович — достиг договорённости с «Кубанью» о том, что он больше не должен клубу 60 тысяч евро.
18 апреля Комитет РФС по этике по итогам заключительного обсуждения принял решение наложить штраф на ФК «Кубань» (2 млн рублей) и на генерального директора клуба Сурена Мкртчяна (1 млн рублей), а также наложить запрет на участие в любой связанной с футболом деятельности на спортивного директора «Кубани» Сергея Доронченко (до конца сезона 2011/12) и на заместителя руководителя Программы развития молодёжного футбола клуба Николая Хлыстунова (до конца 2011 года). По словам председателя комитета Алу Алханова, несмотря на то, что нет доказательств физического давления на Никезича, договор, тем не менее, был расторгнут не по правилам, клуб допустил грубейшее нарушение правил расторжения соглашения. Однако затем, 10 мая, Апелляционный комитет РФС отменил санкции в отношении персоналий, оставив в силе только штраф клуба.

## Карьера в сборной
С 12 лет регулярно привлекался в юношеские и молодёжные сборные страны разных возрастов. Выступал в составе олимпийской сборной Сербии и Черногории, провёл за неё 27 матчей, в которых забил 11 мячей. Кроме того, сыграл в 2 встречах на Олимпиаде 2004 года.
В составе национальной сборной Черногории провёл один матч в 2007 году.

## Достижения

### Командные
«Домжале»
- Вице-чемпион Словении: 2005/06

 «Горица»
- Вице-чемпион Словении: 2006/07

 «Гавр»
- Победитель Лиги 2: 2007/08

 «Кубань»
- Победитель Первого дивизиона России: 2010

### Личные
«Горица»
- Лучший бомбардир чемпионата Словении: 2006/07